# Vreemdeling in het paradijs
Vreemdeling in het paradijs (Engelse titel: The Bicentennial Man and Other Stories) is een sciencefictionverhalenbundel uit 1978 van de Amerikaanse schrijver Isaac Asimov. Het originele boek bevatte bij elk verhaal een toevoeging over de ontstaansgeschiedenis, deze ontbrak in de Nederlandse uitgave. 

## Verhalen
1. blz.   7:  Vreemdeling in het paradijs (Stranger in Paradise, 1974)
2. blz.  40: Ten tijde van Multivac (The Life and Times of Multivac, 1975)
3. blz.  54: De zuiveraars (The Winnowing, 1976)
4. blz.  63: Waterslag (Waterclap, 1971)
5. blz. 103:  Het oude liedje (Marching In, 1976)
6. blz. 112: Ouderwets (Old-Fashioned, 1976)
7. blz. 123: Jubileumincident (The Tercentenary Man, 1976)
8. blz. 142: Geboorte van een idee (Birth of an Notion, 1976)
9. blz. 149: Drie wetten van de robotica
10. blz. 151: Vrouwelijke intuïtie (Female Intuition, 1969)
11. blz. 178: Weest Hem indachtig (That Thou art Mindful of Him, 1974)
12. blz. 207: Tweehonderd jaar mens (The Bicentennial Man, 1976)
13. blz. 255: In de kracht van mijn leven (The Prime of Life, 1966)

Het verhaal Tweehonderd jaar mens diende als basis voor het boek Positronisch brein (The Positronic Man, 1992) van Robert Silverberg en Isaac Asimov, en werd in 1999 verfilmd als Bicentennial Man.